# عثمان معزوز
عثمان معزوز (24 سبتمبر 1970 بمدينة أقبو) هو سياسي جزائري، رئيس حزب التجمع من أجل الثقافة و الديمقراطية منذ فيفري 2022.

## في السياسة
ظهر لأول مرة في العالم السياسي عندما شارك في صياغة و توقيع عريضة تطالب بالإفراج عن المعتقلين السياسيين عندما كان فاعلا قويا في الحركة الثقافية الامازيغية، تخرج من كلية العلوم الإقتصادية بجامعة الجزائر، انضم لصفوف حزب التجمع من أجل الثقافة و الديمقراطية منذ شبابه، تدرج بالمناصب إلى أن انتخب عضوا بالمجلس الوطني، نائب برلماني عن الحزب عن ولاية بجاية في الانتخابات التشريعية 2007، حيث انتخبه زملاؤه رئيسا للمجموعة البرلمانية للحزب المجلس الشعبي الوطني الجزائري، أعيد إنتخابه أيضا عن ولاية بجاية في الانتخابات التشريعية 2017، و شغل بعدها منصب الأمين الوطني المكلف بالإعلام و الاتصال بالحزب، ليترشح بعدها لرئاسة الحزب في المؤتمر الاستثنائي الذي عقد في فيفري 2022 لينتخبه الأعضاء رئيسًا لحزب التجمع من اجل الثقافة و الديمقراطية لخمس سنوات. وذلك خلفًا لمحسن بلعباس

## متابعات قضائية
في 20 أكتوبر 2022، أصدرت محكمة الشلف حكمًا بعقوبة عام حبس نافذ وغرامة قدرها 50 ألف دينار. حيث أوقف وهو في الطريق بصدد السفر إلى وهران للتضامن مع المتظاهرين، استفاد لاحقا من انتفاء وجه الدعوى لدى استئنافه الحكم.

## الانتخابات الرئاسية
قاطع الانتخابات الرئاسية 2024، بذريعة أنها «لا تثير أي اهتمام لدى المواطنين».